# Antoine et Cléopâtre (roman)
Pour les articles homonymes, voir Antoine et Cléopâtre (homonymie).
Antoine et Cléopâtre est un roman historique écrit par Colleen McCullough en 2007. Il a été publié en français aux Éditions L'Archipel en 2009 en 2 tomes: Le festin des fauves et Le serpent d'Alexandrie. Il est la suite de César et Cléopâtre.
Il s'agit du dixième et dernier roman de la fresque historique Les Maîtres de Rome.

## Résumé
Le roman raconte les dernières années de la République romaine de 42 à 27 av. J.-C.. Les triumvirs se sont divisés l'Empire: Octavien a l'Occident, Lépide l'Afrique et Antoine l'Orient. En 41, Antoine convoque la reine d'Égypte, Cléopâtre, à Tarse pour lui parler de son aide à Cassius lors de la guerre ayant menée à la bataille de Philippes en 42. Il veut la punir en la condamnant à une amende de 10000 talents.
Cléopâtre décide d'éblouir Marc Antoine en se rendant à Tarse dans un immense navire luxueux, Le Philopator. Antoine est impressionné et laisse tomber l'amende. Puis il va passer l'hiver suivant à Alexandrie. Lui et Cléopâtre deviennent amants. Au printemps, il retourne en Occident car le triumvirat commence sérieusement à battre de l'aile. Les légions d'Octavien ont en effet affronté celles du frère de Marc Antoine en Italie. Antoine et Octavien se rencontrent à Brindes à l'automne 40 et le triumvirat est renouvelé. Octavien reçoit tout l'ouest de l'Empire, Antoine l'est et Lépide conserve l'Afrique. De plus, Antoine consent à épouser Octavie, la sœur d'Octavien.
Marc Antoine retourne faire la belle vie à Athènes pendant que son légat Publius Ventidius combat les Parthes à sa place. Il s'ennuie de plus en plus de Cléopâtre. Dans l'ouest, Octavien, qui vient d'épouser Livie Drusilla, a des problèmes jusqu'au cou avec Sextus Pompée qui se conduit en pirate en le rançonnant dans l'approvisionnement en blé de Rome. Les deux triumvirs se rencontrent de nouveau à Tarente en 37. Le triumvirat est renouvelé pour 5 ans et Antoine prête sa flotte à Octavien afin d'éliminer Sextus Pompée. Puis il repart pour l'Orient sans Octavie et en ayant Cléopâtre en tête.
En 36, pendant que la flotte d'Octavien et d'Agrippa écrase celle de Sextus Pompée à Nauloque, la campagne d'Antoine chez les Parthes se termine en désastre. C'est dans les bras de Cléopâtre que le triumvir se console. Dès lors, Octavien a de plus en plus le pas sur lui. Il commence par neutraliser Lépide en le dépossédant de l'Afrique. Puis une propagande insidieuse abaisse de plus en plus Marc Antoine aux yeux des Romains. Elle parle de la répudiation d'Octavie, du mariage d'Antoine et de Cléopâtre, d'un triomphe dans les rues d'Alexandrie après une victoire contre les Arméniens. Elle dit qu'Antoine est subjugué par Cléopâtre, que celle-ci veut faire couronner son fils Césarion roi de Rome, que le butin de la guerre d'Arménie est allé à la reine d'Égypte et non au Trésor de Rome. Le paroxysme est à son comble lorsque Octavien dévoile le contenu du testament de Marc Antoine après l'avoir dérobé aux vestales. Il fait en effet de Césarion le maître de l'Empire et transfère la capitale à Alexandrie.
Le Sénat vote la guerre contre Cléopâtre et non contre Antoine en en faisant ainsi une guerre étrangère et non une guerre civile. Antoine voit sa flotte se faire battre lors de la bataille d'Actium et fait retraite vers l'Égypte. Un an plus tard, en 30 av. J.-C., c'est à Alexandrie que les troupes d'Antoine et celles d'Octavien s'affrontent. Il n'y a pas de bataille, les hommes d'Antoine se rendant en nombre. Celui-ci, apprenant la mort de Cléopâtre, se suicide en se jetant sur son épée. Prisonnière d'Octavien, la reine d'Égypte se suicide à son tour en se faisant mordre par un serpent. Octavien a pris soin peu auparavant de tuer Césarion, qui pourrait un jour devenir dangereux à cause de sa ressemblance frappante avec son père Jules César et de son intelligence.
En 27 av. J.-C., Octavien règne en autocrate sur Rome et prend le nom d'Auguste.

## Les principaux personnages
- Octavien : triumvir.
- Marc Antoine : triumvir.
- Cléopâtre : reine d'Égypte.
- Césarion : fils de Cléopâtre et de César.
- Livie Drusilla : femme de Tiberius Claudius Néron avant de devenir celle d'Octavien.
- Marcus Vipsanius Agrippa : allié d'Octavien.
- Caius Mécène : allié d'Octavien et son meilleur ambassadeur.
- Lépide : triumvir.
- Tiberius Claudius Néron : militaire romain.
- Quintus Salvidienus Rufus : allié d'Octavien.
- Sextus Pompée : maître de la Corse, de la Sardaigne et de la Sicile. Fils de Pompée.
- Octavie : sœur d'Octavien et femme d'Antoine.
- Publius Ventidius : légat d'Antoine en Asie.
- Caius Fonteius : ami d'Antoine et d'Octavie.
- Caius Asinius Pollio : légat d'Antoine. Consul en -40.
- Quintus Dellius : légat d'Antoine en Asie.
- Arsinoé IV : sœur cadette de Cléopâtre(on la nomme lors de son assassinat à Ephése, par sa sœur et Antoine)

## Édition française
- Colleen McCullough, Antoine et Cléopâtre, t. 1 Le festin des fauves, Éditions L'Archipel, 2009, 494 p.
- Colleen McCullough, Antoine et Cléopâtre, t. 2 Le serpent d'Alexandrie, Éditions l'Archipel, 2009, 528 p..